# Ahmet Yalçınkaya
Ahmet Yalçınkaya (* 1963 in Giresun) ist ein türkischer zeitgenössischer Dichter.

## Leben
Yalçinkaya machte seinen Abschluss der mittleren Reife in Deutschland und vervollständigte seine Hochschulzugangsberechtigung in Istanbul (1981). Dort schloss er mit dem Bachelor of Science in Maschinenbau an der Bogazici Universität (1987), Master of Science in Robotik an der Technischen Universität Istanbul (1991) und mit einem Associate Degree in Management an der Anadolu-Universität (2000) ab.
Danach unterrichtete er Mathematik am Namanganer Institut für Ingenieurwesen und Pädagogik in Usbekistan. Zurzeit (2007) arbeitet er als technischer Manager.

## Veröffentlichungen
Seine Gedichte, Aufsätze, Briefe, Interviews, Poesie-Übersetzungen und andere Übersetzungen sind durch Zeitungen und Zeitschriften wie Zaman, Al-Ahram Weekly, Vahdet, Vahdet, Tanitim, Dnevni Avaz, Harman, Das Licht, Kardelen, Mavera, Yosh Kuch, Pop Tongi, Kiragi, Endulus und andere in der Türkei, Deutschland, England, Ägypten und Usbekistan veröffentlicht worden.
Ahmet Yalçınkaya wurden mehrere Preise verliehen. Zeitweise arbeitete er bei Kiragi Poesie, einer Zeitschrift in Istanbul (1995–1997) und in der Redaktion der literarischen Zeitschrift Endulus (1997–1998).

### Werke (Auswahl)
- Dağlarda Yer Yok (Gedichte, 1997, Es gibt kein Platz auf den Bergen)
- Yetim Kalan Şiirler  (Gedichte, 2001, Waise-Gedichte)
- Yuragimning ko`z yoshi (ausgewählte Gedichte, 2001, in Uzbek, Tränen meines Herzens)
- Özlem Sularında  (ausgewählte Gedichte, e-Buch, 2004, gedruckt 2005 In den Wassern der Sehnsucht)
- Poems of the Night („Gedichte der Nacht“, Anthologie, mit Richard Mildstone, 2005)

Zusätzlich zu den oben erwähnen literarischen Arbeiten hat er auch Arbeiten in technischen Feldern geschrieben. Das sind
- Production and Utilisation of Biogas (Produktion und Anwendung von Biogas, auf Englisch 1987, 2005)
- Dual Sayıların Robot Kinematik ve Dinamiğinde Kullanımı  (These, auf Türkisch, 1991, „Die Verwendung Dualer Zahlen in Roboter-Kinematik und Dynamik“)
- Role of Culture in Total Quality Management (Die Rolle der Kultur im Gesamtqualitätsmanagement, auf Englisch, Dissertation, 1999).